# Gare de Pierrelatte
Gare de Pierrelatte – stacja kolejowa w Pierrelatte, w departamencie Drôme, w regionie Owernia-Rodan-Alpy, we Francji.
Jest stacją Société nationale des chemins de fer français (SNCF), obsługiwaną przez pociągi TER Rhône-Alpes.